# Przełęcz Cisowa (Sudety)
Przełęcz Cisowa (460 m n.p.m.) – przełęcz w Sudetach Środkowych, w Grzbiecie Zachodnim pasma Gór Bardzkich.

## Położenie i opis
Położona jest w południowo-wschodniej części Grzbietu Zachodniego między wzniesieniami Brzeźnicka Górą po zachodniej stronie (523 m n.p.m.) i Leszek (546 m n.p.m.) po wschodniej stronie, na południe od miejscowości Brzeźnica.
Przełęcz stanowi niewielkie siodło, o łagodnych podejściach i zboczach, płytko wcięte w podłoże zbudowane ze zlepieńców i szarogłazów. Przełęcz w całości porasta las regla dolnego. 

## Ochrona przyrody
Przełęcz położona jest w obszarze chronionego krajobrazu Gór Bardzkich i Sowich.
W pobliżu przełęczy po północnej stronie położony jest rezerwat przyrody Cisy.